# 克丽丝廷·特雷夫里
克丽丝廷·特雷夫里（英語：Christine Trefry，1955年5月10日—），澳大利亚女子射击运动员。她曾代表澳大利亚参加1994年和1998年英联邦运动会射击比赛，获得六枚金牌和一枚银牌。她也曾参加2000年夏季奥运会。